# Alain Absire
Alain Absire, né le 17 mars 1950 à Rouen, est un romancier et nouvelliste, qui fut d'abord auteur de théâtre.

## Biographie
Alain Absire étudie à l'école Saint-Gabriel de Bagneux (Hauts-de-Seine) jusqu'à son baccalauréat, qu'il obtient en 1968.
Critique littéraire au Magazine littéraire, puis au Figaro littéraire (1984-1990), il travaille ensuite dans l’édition comme directeur de collection aux éditions Calmann-Lévy (1990-1993). Il exerce par ailleurs le métier de consultant et formateur en communication (presse, édition, causes humanitaires).
Auteur d’une trentaine d’ouvrages (romans, nouvelles, essais) chez Albin Michel, Calmann-Lévy, Julliard, Zulma, Flammarion, etc., il obtient le prix Femina pour son cinquième roman, L'Égal de Dieu publié en 1987.
Alain Absire est président de la Société des gens de lettres de juin 2002 à juin 2006. Il est depuis mars 2013 le président de la Société française des intérêts des auteurs de l’écrit (Sofia).

### Distinction
- Chevalier de la Légion d'honneur (2012)
- Officier de l'ordre des Arts et des Lettres

## Œuvres

### Romans
- L’Homme disparu, Albin Michel, 1979 (réédition Le Grand Miroir, 2007)
- Roman d’une ville en douze nuits, Libres-Hallier, 1980
- Vasile Evanescu, l’homme à tête d’oiseau, Calmann-Lévy, 1983 (prix Libre 1984)
- 118, rue Terminale, Calmann-Lévy, 1984
- Lazare ou le Grand Sommeil, Calmann-Lévy, 1985
- L'Égal de Dieu, Calmann-Lévy, Prix Femina 1987
- Baptiste ou la Dernière Saison, Calmann-Lévy, 1990[5]
- L’Enfant-lune, Julliard, 1995
- Alessandro ou la Guerre des chiens, Flammarion, 1997
- Les Noces fatales, Flammarion, 1999
- Le Pauvre d'Orient, Presses de la Renaissance, 2000
- Lapidation, Fayard, 2002
- La Déclaration d’amour, Fayard, 2003
- Jean S., Fayard, 2004
- Sans pays, Fayard, 2007
- Le Chevalier à l'armure d'argent (3 tomes), Éveil et Découvertes, 2009-2011
- Mon sommeil sera paisible, Gallimard, 2014

### Nouvelles
- L’Éveil, Le Castor astral, 1985
- Mémoires du bout du monde, Presses de la Renaissance, 1989
- Les Tyrans, Presses de la Renaissance, 1991
- Au voyageur qui ne fait que passer, Fayard, 2006
- Saga italienne, NiL éditions, 2008

### Essais
- Alejo Carpentier, Julliard, 1994
- Lettres à Dieu (collectif), Calmann-Lévy, 2004